# Jorge Córdova (Fußballspieler)
Jorge Córdova Olivares (* 5. April 1913; † 7. Juni 1989) war ein chilenischer Fußballspieler. Der Abwehrspieler absolvierte zehn Länderspiele für Chile.

## Vereinskarriere
Jorge Córdova spielte von 1933 bis 1939 beim CD Magallanes. Mit den Albicelestes gewann er die Meisterschaften von 1933 bis 1935 sowie die Meisterschaft 1938.

## Nationalmannschaftskarriere
Jorge Córdova debütierte für die Nationalmannschaft unter Pedro Mazullo im Dezember 1936 bei der 1:2-Niederlage gegen Argentinien beim Campeonato Sudamericano 1937. Der Abwehrspieler absolvierte alle fünf Turnierspiele. Chile belegte mit einem Sieg, einem Unentschieden und drei Niederlagen den fünften Platz von sechs Teilnehmern.
Beim Campeonato Sudamericano 1939 in Peru, an dem er gemeinsam mit Bruder Julio teilnahm, absolvierte Córdova alle vier Turnierspiele. La Roja belegte nach einem Sieg und drei Niederlagen den vierten Turnierplatz. Im Februar 1939 bestritt er beim Freundschaftsspiel gegen Paraguay sein zehntes und letztes Länderspiel.

## Erfolge
Magallanes
- Chilenischer Meister: 1933, 1934, 1935, 1938

## Sonstiges
Sein älterer Bruder Julio Córdova war ebenfalls professioneller Fußballspieler beim CD Magallanes und der Nationalmannschaft.